# 卡皮特爾縣 (拉里奧哈省)

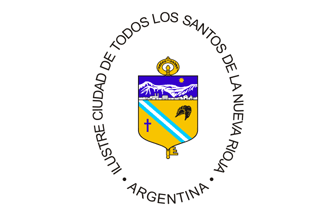

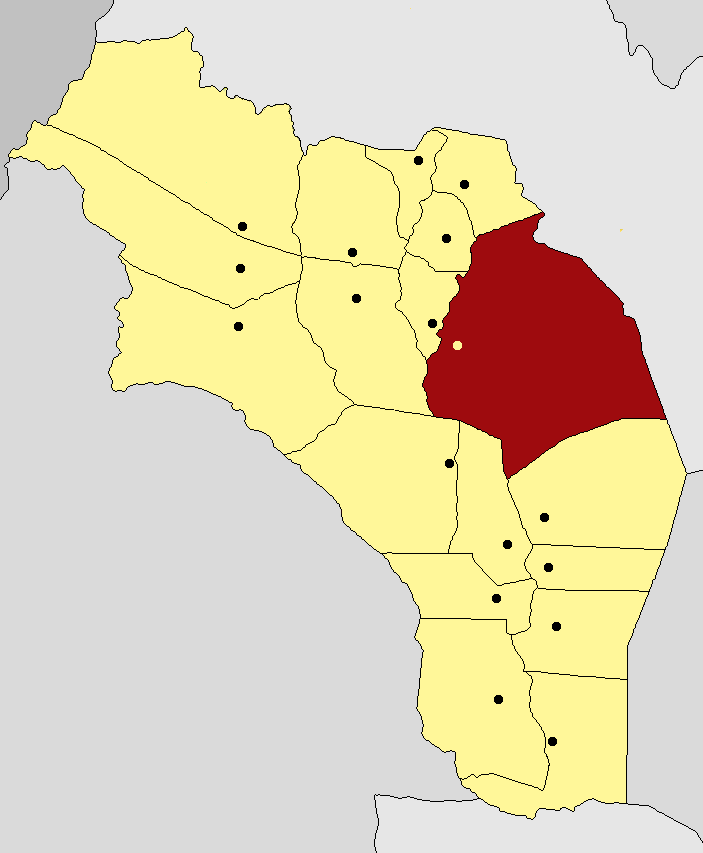

29°24′47″S 66°51′21″W / 29.41306°S 66.85583°W
卡皮特爾縣（西班牙語：Departamento Capital）是阿根廷的縣份，位於該國西部拉里奧哈省，首府設於拉里奧哈，面積13,638平方公里，2010年人口180,995，人口密度每平方公里13.27人。